# Lijst van voetbalinterlands Brazilië - Finland (vrouwen)
Deze lijst van voetbalinterlands is een overzicht van alle officiële voetbalinterlands tussen de nationale vrouwenteams van Brazilië en Finland. De landen hebben tot nu toe twee keer tegen elkaar gespeeld.

## Wedstrijden
| № | Plaats   | Datum            | Competitie             | Wedstrijd          | Uitslag |
| - | -------- | ---------------- | ---------------------- | ------------------ | ------- |
| 1 | Columbus | 3 oktober 1999   | Vriendschappelijk      | Brazilië − Finland | 3 − 1   |
| 2 | Caen     | 22 februari 2022 | Tournoi de France 2022 | Brazilië − Finland | 0 − 0   |

## Samenvatting
| Competitie        | Totaal gespeeld | Winst Brazilië | Gelijk | Winst Finland | Doelsaldo Brazilië – Finland |
| ----------------- | --------------- | -------------- | ------ | ------------- | ---------------------------- |
| Tournoi de France | 1               | 0              | 1      | 0             | 0 − 0                        |
| Vriendschappelijk | 1               | 1              | 0      | 0             | 3 − 1                        |
| Totaal            | 2               | 1              | 1      | 0             | 3 − 1                        |